# Plagiochila injasutiensis
Plagiochila injasutiensis là một loài rêu trong họ Plagiochilaceae. Loài này được S.W. Arnell mô tả khoa học đầu tiên.
Danh pháp khoa học của loài này chưa được làm sáng tỏ. 